# Kidričevo
Kidričevo – wieś w Słowenii, siedziba gminy Kidričevo. W 2018 roku liczyła 1153 mieszkańców. W Kidričevie swą siedzibę ma klub piłkarski NK Aluminij.